# Kenneth Cockrell
Kenneth Dale Cockrell (ur. 9 kwietnia 1950 w Austin) – amerykański astronauta.

## Życiorys
W 1968 ukończył szkołę w Rockdale, w 1972 inżynierię mechaniczną na University of Texas, a w 1974 studia z systemów aeronautycznych na University of West Florida. Od grudnia 1972 do sierpnia 1974 szkolił się na lotnika morskiego w Naval Air Station w Pensacoli na Florydzie, później służył na lotniskowcu USS Midway. W latach 1978–1979 uczył się w United States Naval Test Pilot School w Naval Air Station Patuxent River w stanie Maryland, po czym został pilotem doświadczalnym. Z lotnictwa odszedł w czerwcu 1999 w stopniu kapitana. Od listopada 1987 do lipca 1987 pracował jako inżynier systemów lotniczych i astronautycznych oraz instruktor lotniczy w Ellington Field w Houston.

## Kariera astronauty
17 stycznia 1990 został wyselekcjonowany przez NASA jako kandydat na astronautę. W lipcu 1991 ukończył astronautyczne szkolenie przygotowawcze. Przez rok pracował jako dyrektor operacyjny w Gwiezdnym Miasteczku w Rosji, będąc łącznikiem między Biurem Astronautycznym NASA a Centrum Wyszkolenia Kosmonautów im. J. Gagarina.
Od 8 do 17 kwietnia 1993 był specjalistą misji STS-56 na pokładzie promu kosmicznego Discovery,  trwającej 9 dni, 6 godzin i 9 minut. Od 7 do 18 września 1995 był pilotem misji STS-69 (wahadłowiec Endeavour) trwającej 10 dni, 20 godzin i 29 minut. Od 19 listopada do 7 grudnia 1996 był dowódcą misji STS-80 (prom Columbia) trwającej 17 dni, 17 godzin i 53 minuty. Od 7 do 20 lutego 2001 dowodził misją STS-98 na pokładzie wahadłowca Atlantis; trwającą 12 dni, 21 godzin i 12 minut. Od 5 do 19 czerwca 2002 był dowódcą misji STS-111, ponownie na pokładzie promu Endeavour, trwającej 13 dni, 20 godzin i 35 minut. 
Łącznie spędził w kosmosie 64 dni, 12 godzin i 24 minuty. W lutym 2006 opuścił NASA.
Stowarzyszenie Uczestników Lotów Kosmicznych (Association of Space Explorers) przyznało mu Universal Astronaut Insignia za lot orbitalny (nr 287).